# Dalea prostrata
Dalea prostrata là một loài thực vật có hoa trong họ Đậu. Loài này được Ortega miêu tả khoa học đầu tiên.